# ヘンリー・ブリッグス
ヘンリー・ブリッグス（英: Henry Briggs, 1561年2月 - 1630年1月26日）は、イングランドの数学者であり、ネイピアの対数から常用対数を考案したことで知られている。

## 生涯
イングランドはヨークシャーのハリファックス近郊にある Warley Wood で生まれる。古典中等学校でラテン語とギリシア語を学び、1577年にケンブリッジ大学セント・ジョンズ・カレッジに入学し、1581年卒業。1588年にはセント・ジョンズ・カレッジのフェローに選ばれた。1592年、トマス・リナカーの創設した物理学講義の講師を務め、数学の講師も務めた。このころブリッグスは航法や天文学に興味を持ち、エドワード・ライトと共同研究していた。1596年、ロンドンに新たに創設されたグレシャム・カレッジで幾何学の教授に就任。そこで23年近く務め、グレシャム・カレッジをイギリスの数学の中心地とすべく働き、さらにヨハネス・ケプラーの新しい考え方を支持した。彼は占星術師のクリストファー・ハイドンと友人だった。ブリッグスは Mirifici Logarithmorum Canonis Descriptio（ジョン・ネイピアの論文）の写しを入手し、想像力を刺激された。そしてグレシャム・カレッジでの講義で、ジョン・ネイピアが対数の底として採用したネイピア数の代わりに、10を底とすることを提案した。その直後にネイピアに手紙を書いている。ブリッグスは様々な領域で活動し、天文学、統計調査、航法、採掘などついてもしばしば提案を行っている。1619年には、北米東海岸への入植を行うロンドン会社（London Company）に出資している。2人の息子のうちヘンリーは後にバージニア州に移住したが、トマスはイングランドに残った。月にはブリッグスの名を冠したクレーターがある。

## 数学への貢献

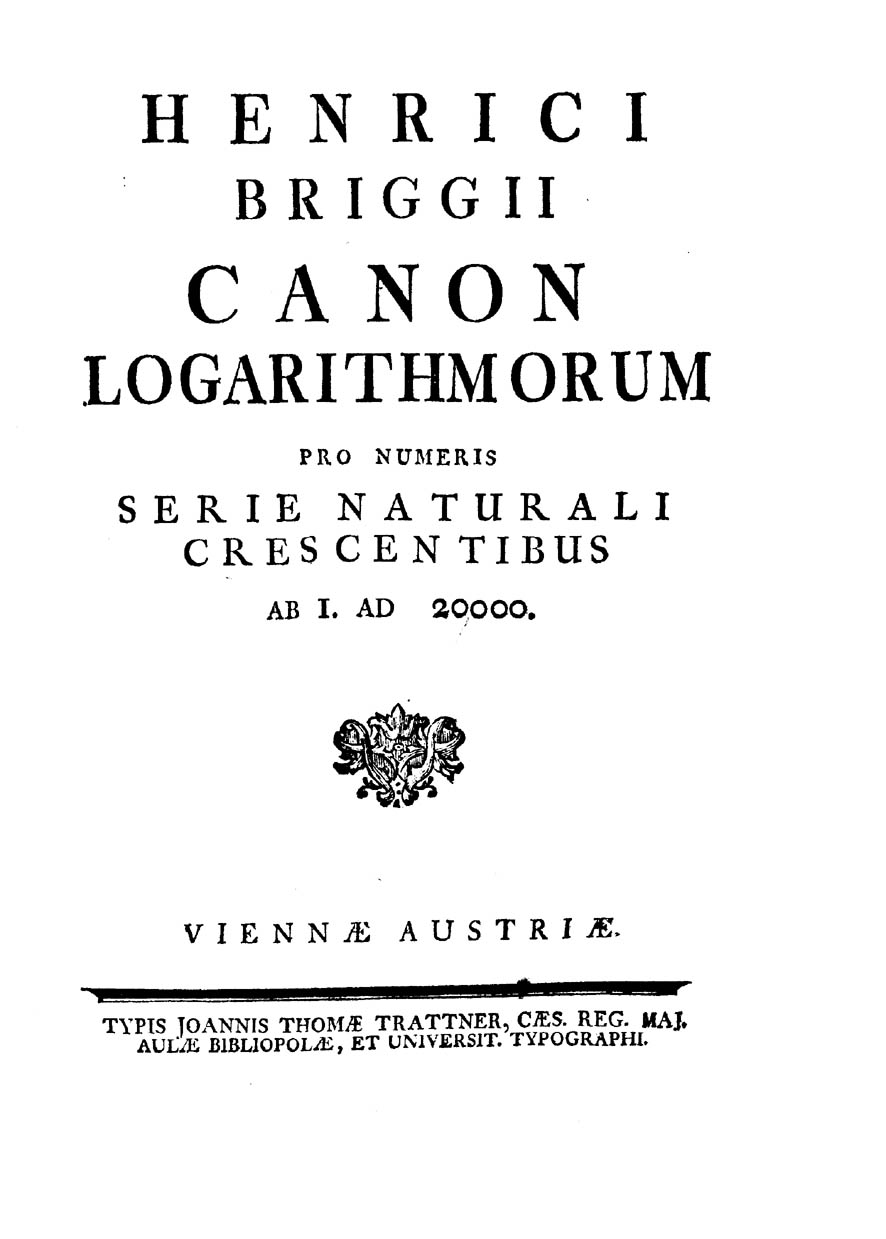
Canon logarithmorum

1616年、ブリッグスはエディンバラのネイピアを訪ね、対数について話し合った。翌年も同様の目的でネイピアを訪ねている。これらの話し合いで対数の底を10に変更するというブリッグスの提案が受け入れられ、1617年に1000までの常用対数を計算した結果を Logarithmorum Chilias Prima と題して出版した。1619年、オックスフォード大学に幾何学の教授として招かれたが、1620年7月まではグレシャム・カレッジの教授に留まった。
1622年、『バージニアの大陸とハドソン湾を通る、南の海への北西航路』 （Northwest Passage to the South Seas, through the Continent of Virginia and Hudson's Bay という小冊子を出版。1624年には、3万個の自然数（1から20,000までと90,000から100,000まで）の常用対数を小数点以下14桁まで計算した対数表 Arithmetica Logarithmica を出版。また、正弦と正接の対数値の数表も数百の角度ごとに小数点以下14桁まで計算したものを完成し、さらに正弦関数の数表を15桁、正接関数と逆余弦関数の数表を10桁まで計算した。これらは1631年ゴーダで印刷され、1633年に Trigonometria Britannica の名で出版された。ブリッグスは二項定理を発見していたが、証明したわけではない。
ブリッグスはオックスフォード大学のマートン・カレッジにある礼拝堂に埋葬された。Lives of the Gresham Professors によれば、ブリッグスは誠実な人柄で、富を求めない人だったという。

## 書誌
- A Table to find the Height of the Pole, the Magnetical Declination being given (London, 1602, 4to)
- "Tables for the Improvement of Navigation", printed in the second edition of Edward Wright's treatise entitled Certain Errors in Navigation detected and corrected (London, 1610, 4to)
- A Description of an Instrumental Table to find the part proportional, devised by Mr Edward Wright (London, 1616 and 1618, 12rno)
- Logarithmorum Chilias prima (London, 1617, 8vo)
- Lucubrationes et Annotationes in opera posthuma J. Neperi (Edinburgh, 1619, 4to)
- Euclidis Elementorum VI. libri priores (London, 1620. folio)
- A Treatise on the North-West Passage to the South Sea (London, 1622, 4to), reprinted in Samuel Purchas's Pilgrims, vol. iii. p. 852
- Arithmetica Logarithmica (London, 1624, folio)
- Trigonometria Britannica (Goudae, 1663, folio)
- two Letters to Archbishop Henry Usher
- Mathematica ab Antiquis minus cognita.

他に、Commentaries on the Geometry of Peter Ramus と Remarks on the Treatise of Longomontanus respecting the Quadrature of the Circle があるが、出版されていない。